# Oldenhorn
Das Oldenhorn (gemäss SwissTopo Oldehore, französisch Becca d’Audon) ist ein 3123 m ü. M. hoher Berg in den Berner Alpen, nach SOIUSA in den Waadtländer Alpen in der Schweiz, auf dessen Gipfel das Dreiländereck der Kantone Waadt, Wallis und Bern liegt. Zwischen Oldenhorn, Sex Rouge und Les Diablerets befindet sich ein vergletschertes Plateau mit dem Tsanfleurongletscher im Süden und dem Sex-Rouge-Gletscher im Nordwesten. Ein Gipfelkreuz markiert den Gipfel.
Vom Col du Pillon im Norden erschliesst die Seilbahn auf den Sex Rouge das auf etwa 2900 m gelegene Gletscherplateau um das Oldenhorn.

## Lage
| \| \| |
|       |

 
 
 
 
 
 

Lage des Oldenhorns in den Berner Alpen (links)
und in den Alpen (rechts).

## Aussicht

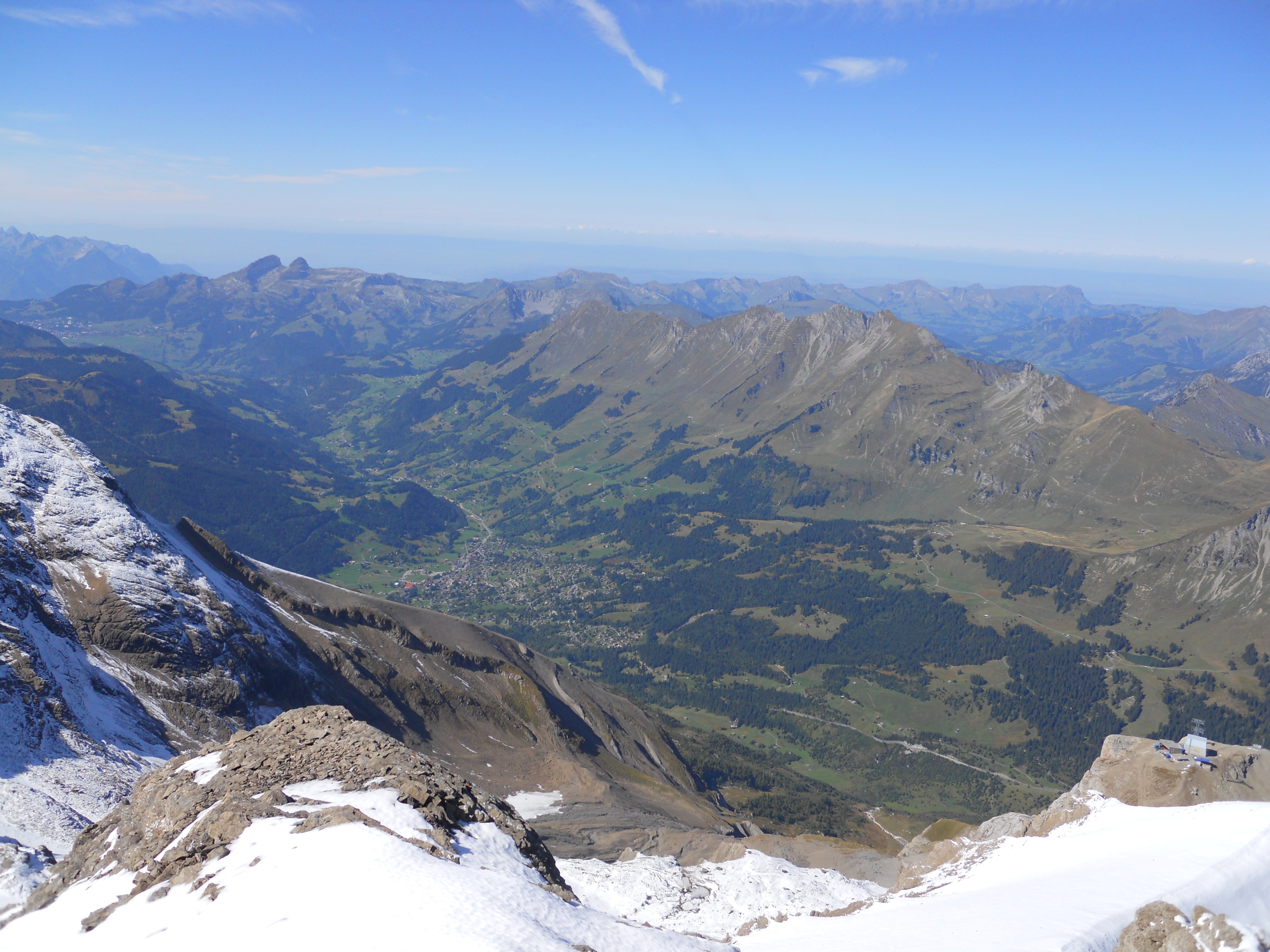
Nach Nordwesten, Pic Chaussy (2012)
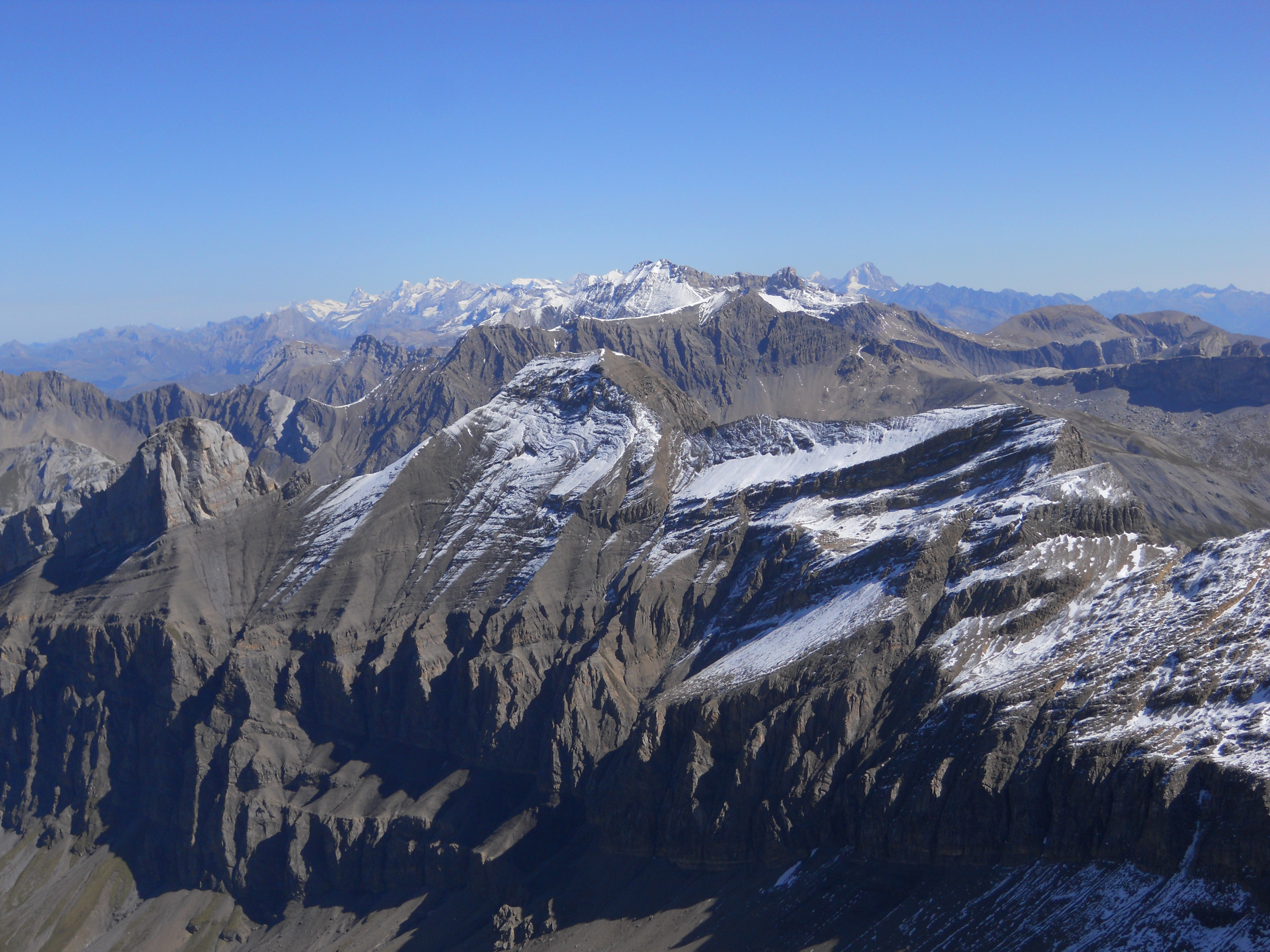
Nach Südwesten, Balmhorn (2012)